# نيل ريتشاردسون
نيل ريتشاردسون (بالإنجليزية: Neil Richardson)‏ (3 مارس 1968 بسندرلاند في المملكة المتحدة - ) هو لاعب كرة قدم بريطاني في مركزي قلب الدفاع والدفاع. لعب مع نادي إكزتر سيتي ونادي روذرهام يونايتد ونادي مانسفيلد تاون وبراندون يونايتد.

## وصلات خارجية
- نيل ريتشاردسون على موقع قاعدة بيانات كرة القدم.إي يو (الإنجليزية)